# Borso av Este
Borso av Este, född 1413, död 1471, var en monark (hertig) i Ferrara, Modena och Reggio. Han var markgreve från 1450 och hertig från 1452 i Modena och Reggio samt markgreve från 1450 och hertig från 1471 i Ferrara tills hans död den 20 augusti 1471. Herkules var son till Leonello av Este och Stella de Tolomei. 
Borso gifte sig aldrig eller fick några barn. Efter hans död tog hans halvbroder över tronen som Herkules I av Este. 